# Circe (DC Comics)
Circe è un personaggio immaginario che compare nei fumetti DC Comics e nei relativi media. Basata sulla figura mitologica greca omonima che imprigionò Ulisse nell'Odissea di Omero, è una maga malvagia e nemica di Wonder Woman. Circe comparve per la prima volta come un'incantevole donna bionda in Wonder Woman vol. 1 n. 37 (1949), scritto da Robert Kannigher e illustrato da Harry G. Peter. Ebbe un ritorno nella Silver Age, passando dal biondo ai capelli mori per combattere contro Rip Hunter in Showcase n. 21 nel 1959 (scritto da Jack Miller e illustrato da Mike Sekowsky), seguito da numerose comparse come nemica e come alleata di Superman e Supergirl in Action Comics e Superman's Girfriend, Lois Lane. Nel 1962, il suo "creatore" Robert Kannigher la contrappose contro i Sea Devils in Sea Devils n. 3, illustrato da Russ Heath. Ebbe un rilancio nella Bronze Age (questa volta con i capelli biondo/castani) in Wonder Woman n. 302 (1983), di Dan Mishkin e Gene Colan, ricomparendo spesso nei successivi due anni. Circe fu reinventata nel 1988 dall'artista/scrittore George Pérez come parte del reboot del mito di Wonder Woman. Questa versione, con gli occhi rossi e i capelli viola, sarebbe divenuta una dei nemici principali post-Crisi di Wonder Woman. Circe fu reintrodotta ancora nel 2011 in Men of War vol. 2 n. 2 come parte del rilancio della continuità DC nota come The New 52. Questa versione del personaggio, con i capelli rossi e la pelle bianca, fu ideata dallo scrittore Ivan Brandon e illustrata da Tom Derenick.
Colore dei capelli a parte, tutte queste versioni di Circe hanno ottenuto le stesse caratteristiche: immortalità, bellezza innata, un potente controllo sulla magia, un'inclinazione a tramutare gli esseri umani in animali (come la sua controparte mitologica), e piacere nell'umiliare.

## Storia di pubblicazione

### Pre-Crisi sulle Terre Infinite
Nella continuità DC originale (precedente alla Crisi sulle Terre infinite), Circe è un'incantatrice pluri-centenaria mantenuta giovane da un elisir chiamato vitae: questo è fatto di una speciale mistura di erbe e piante. Mentre vive sull'isola Eea, Circe ottiene poteri magici, e diventa abile nel trasformare gli uomini in animali che ne rispecchino la personalità, e, per i suoi crimini contro i moEea (isola)|rtali, la Regina Ippolita la bandisce su Sorca, "un'isola pianeta nello spazio, dove non potrà fare del male".
Ritornata sulla Terra, Circe cercò di distruggere Wonder Woman, avendo udito in passato che la figlia di Ippolita sarebbe stata la sua sconfitta. A differenza di molti nemici di Wonder Woman della Golden Age, Circe non tende a pentirsi quando i suoi piani falliscono, e così nacque una leggendaria inimicizia.
In Captain Marvel Adventures n. 66, ambientato su Terra-S, si scopre che il malvagio immortale Oggar diede a Circe l'immortalità 3000 anni fa quando era una bellissima principessa greca, sperando che lo avrebbe sposato. Ma dato che egli non le diede anche l'eterna bellezza, Circe cominciò a invecchiare e a imbruttirsi, così cominciò a nutrire un odio profondo verso gli uomini che non sopportavano la vista del suo volto e cominciò a tramutarli in animali. Capitan Marvel e Oggar si battersono sulla sua isola, e Circe tramutò Billy in una capra, prima di renderlo nuovamente umano. Infine, aiutò Capitan Marvel a sconfiggere Oggar tramutandolo in un cinghiale che si gettò giù da un burrone, teoricamente verso la morte, così da fare intendere che lei finalmente morì a causa del termine dell'incantesimo.
Una donna che affermò di essere la discendente della Circe originale comparve successivamente e diede a Superman un siero dell'evoluzione, che lo trasformò temporaneamente in un mezzo leone dopo il suo rifiuto a sposarsi con lei. Questa Circe lasciò il suo pianeta nel tempo che Superman impiegò per raggiunse la sua isola, e rendendosi conto che il siero datogli in dono conteneva kryptonite, Superman teorizzò che la vecchia Circe potesse provenire da Krypton (Action Comics n. 243).
In tempi antichi, Circe fu responsabile di aver trasformato Biron il centauro in un cavallo e successivamente di avergli dato super poteri dando così alla luce Comet, il Super Cavallo. Circe fu descritta più eroicamente durante il suo periodo di comparsa al fianco di Comet e Supergirl (Action Comics n. 293, n. 311, n. 323, n. 331). Ebbe anche un incontro con Lois Lane e Lana Lang, e si batté con Rip Hunter, che la incontrò durante i suoi viaggi temporali (Superman's Girlfriend, Lois Lane n. 13, n. 39, n. 40; Showcase n. 21). Catwoman una volta utilizzò la bacchetta magica di Circe per trasformare Superman in un gatto, ma fu poi portato al suo stato normale da una zampa di gatto egiziana mummificata utilizzata da Lana Lang.
Successivamente, Saturn Woman (una versione alternativa di Saturn Girl) finse di essere Circe come parte del piano di Superman per la sconfitta della Squadra di Vendetta su Superman.
Durante la Seconda guerra mondiale Circe trasformò un soldato britannico che non riuscì a entrare nella cavalleria in un centauro, e poi, alla sua morte, in un cavallo. In un altro momento della guerra, trasformò i nazisti in maiali e li mangiò
Il personaggio ricomparve senza nome in Wonder Woman n. 302 (aprile 1983) e fu identificata come la maga Circe nel n. 305 (luglio 1983). Circe ricomparve con la missione di uccidere Wonder Woman al fine di prevenire che la profezia dell'oracolo della sua morte per mano dell'Amazzone si realizzasse. Dopo aver fallito alcuni tentativi attraverso gli attacchi di alcuni ibridi umani/animali, si alleò con il dio azteco Tezcatlipoca, che mise in moto una catena di eventi che portarono Wonder Woman nella giungla di Tropidor. Circe cercò di mandare un fulmine che uccidesse Wonder Woman, ma questo venne riflesso dal dio contro le erbe che donarono a Circe la sua immortalità, realizzando così la profezia. Circe quindi scomparve, risucchiata dallo specchio magico di ossidiana di Tezcatlipoca, che il dio utilizzò per torturarla facendole riflettere un'immagine di sé stessa come una vecchiaccia.
Circe cominciò a invecchiare normalmente e la si vide l'ultima volta in aiuto di un gruppo di stregoni che cercavano di sconfiggere l'Anti-Monitor (Wonder Woman vol. 1 n. 302, n. 305 e dal n. 312 al n. 314; Crisi sulle Terre Infinite n. 9 e n. 12).

### Post-Crisi sulle Terre Infinite
Dopo la Crisi sulle Terre Infinite, le serie Wonder Woman e Superman furono rinnovati. Tutte le continuità precedenti di Circe furono cancellate e fu reintrodotta con una nuova storia.

#### Sfondo mitologico greco
Circe è la figlia del Titano Iperione e di Perseide. È una potente strega e ex principessa di Colchide. Bellissima incantatrice con i capelli viola e gli occhi rossi, è nota per tramutare gli esseri umani in animali (che vengono chiamati bestiamorfi), così come per la sua capacità di controllare le menti. Circe fu una devota seguace della dea Ecate per migliaia di anni, e visse sull'isola di Eea dove divenne potente nella magia e nell'influenza su una vasta porzione del mondo degli uomini. Durante la sua avventura sull'isola, Circe si innamorò di Ulisse e gli diede tre figli: Agrius, Latino e Telegono.
Sebbene la dea protettrice di Circe, Ecate, fosse di discendenza titanica, non venne considerata una dei principali Dodici Olimpici: Zeus le diede molto rispetto, ma non ottenne molto favore dagli altri dei. Quindi sposò il dio Ade, ma il loro matrimonio ebbe breve durata ed Ecate fu retrocessa ad ancella della nuova moglie del suo ex marito. A causa di ciò, Ecate decise di lasciare il regno degli dei e di rendere l'anima alla sua più devota serva, Circe: questo fece sì che Circe ottenesse il suo potere a livello divino e l'immortalità.

#### Inizio della relazione con Wonder Woman
Quando Ecate trasferì la sua anima nel corpo di Circe, disse le parole: dopo la morte della strega e la nascita della strega, Ecate, per nome e scelta, possiederà la sua anima. In aggiunta ad essere dea della magia, Ecate era anche dea della luna. Quando Circe seppe che Wonder Woman condivideva il nome della dea della luna, Diana, decise che l'avvertimento criptico doveva riferirsi a lei. Temendo che Diana potesse rubare l'anima e i poteri di Ecate, Circe decise di distruggerla.
Anche Diana pensò che si riferisse a lei quando sentì la frase di Ecate, ma naturalmente non voleva che l'anima di Ecate possedesse il suo corpo, così il numero fu il centro dello scontro tra le due donne.

#### War of the Gods
L'obiettivo principale di Circe fu l'incitamento della guerra tra i vari pantheon di divinità attraverso tutto il Multiverso DC, reso poi noto come la Guerra degli Dei. Il suo piano complessivo era ottenere tutti i poteri dei pantheon in guerra dopo che si fossero uccisi o distrutti l'uno con l'altro. Un'altra parte del piano prevedeva che la guerra mettesse in cattiva luce Diana e le Amazzoni agli occhi del mondo descrivendole come terroriste, alleandosi lei stessa con le Amazzoni di Bana-Mighdall per raggiungere questo effetto. Fedele alla sua natura, Circe infine tradì anche loro e nel corso della guerra riuscì a uccidere Hermes, che da tempo si trovava in uno stato di profonda debolezza per essere stato lontano dall'Olimpo per troppo tempo e rimuovendo temporaneamente la stessa Diana dall'esistenza tramutandola nella creta da cui era stata creata. Infine, rendendosi conto della verità degli inganni di Circe, gli eroi della Terra si lanciarono in un attacco su Nuovo Olimpo, che Circe aveva conquistato, e dove gli mise contro i pantheon degli dei greci e romani. Da un'altra parte, con l'aiuto dello Spettro, di Deadman e dello Straniero Fantasma, Diana fu riportata in vita e con lo sforzo concertato di Donna Troy, utilizzò l'amuleto di Armonia per aprire un portale verso un universo alternativo dove risiedevano i Titani del Mito. Questo causò l'uscita dell'anima di Ecate dal corpo di Circe che invecchiò rapidamente fino a ridursi in polvere. Ecate tentò quindi di impadronirsi di Diana, ma fu distrutta dal Lazo della Verità.
Circe ritornò alla vita qualche tempo dopo, anche se non fu mai data una spiegazione al riguardo.

#### Il tradimento dell'Amazzone
Dopo che le Amazzoni di Bana-Mighdall persero la loro città egiziana per mano degli dei di Diana e si rivolsero a Circe per vendicarsi, Circe rimase fedele alla sua parola e donò alle Amazzoni di Bana-Mighdall l'immortalità e le teletrasportò su Themyscira perché potessero impadronirsi da sole dell'isola. Sfortunatamente per loro però, una volta fatto, Circe dimostrò il suo odio per tutte le Amazzoni tradendo l'alleanza che aveva con le Amazzoni del deserto e trasportò l'isola e tutti i suoi abitanti in una dimensione demoniaca: così entrambe le tribù di Amazzoni passarono diversi anni a battersi con i demoni per la propria sopravvivenza. Quando Diana scoprì quanto accaduto costrinse Circe a riportare l'isola indietro alla sua posizione originale dopo aver perso una scommessa con l'Amazzone.
Questa non fu la prima volta in cui Circe fece una scommessa con Wonder Woman e la perse, costretta infine a rimuovere l'incantesimo lanciato contro di lei. Più avanti, Circe fece dimenticare alla Regina Ippolita chi fosse e le fece vivere la falsa vita di una normale casalinga. Circe disse a Diana che se fosse riuscita a fare bere a Ippolita l'antidoto lei avrebbe rimosso l'incantesimo: Diana ci riuscì e Circe si dimostrò corretta ancora una volta invertendo gli effetti magici come promesso.

#### Donna Milton
Uno dei tentativo di Circe di distruggere Diana coinvolse il travestimento in una donna mortale, l'avvocato Donna Milton. In questo travestimento si sarebbe potuta avvicinare sufficientemente a Diana da ucciderla appena avesse abbassato la guardia. Temendo che Diana avesse potuto scoprirla attraverso il suo potere della verità, Circe fece un incantesimo a sé stessa: l'incantesimo le fece credere di essere davvero Donna Milton e si sarebbe rimosso da solo quando Donna sarebbe stata pronta ad attaccare. Nel suo periodo come Donna Milton, Circe fu assunta dal mafioso Ares Buchanan, in realtà il dio Ares sotto mentite spoglie. Durante questo tempo insieme ebbero una relazione romantica e Donna rimase incinta. Come Donna, Circe divenne una vera amica di Diana e finì per salvarle la vita da Ares: lui fu risucchiato in un mini-buco nero mentre Donna entrò in travaglio. Non più al servizio di Ares, Donna diede la luce a sua figlia Lyta Milton e divenne l'avvocato dell'agenzia investigativa di Diana e Micah Rains. Quando l'Amazzone Artemide si batté in un corpo a corpo con lo Stregone Bianco, Diana capì che Donna in realtà era Circe e la pregò perché la portasse al fianco di Artemide. Senza credere a Diana e ferita dal fatto che l'amica la credesse una criminale, Donna le urlò di andarsene e inconsciamente la teletrasportò da Artemide. Scioccata, i ricordi di Circe cominciarono a tornare, e anche se in possesso di alcuni falsi ricordi di Donna, si trasportò al fianco di Diana per aiutarla in battaglia. Sfortunatamente, però, non era al massimo della sua forma poiché era ancora legata al corpo di Donna Milton, e lo Stregone Bianco non veniva scalfito dai suoi attacchi magici. Circe utilizzò ciò che rimaneva dei suoi poteri per salvare Diana teletrasportando sé stessa, una Cheetah demonicamente alterata e Cassandra Arnold, una reporter televisiva e amante dello Stregone Bianco, via dalla battaglia, lasciando le sue ultime parole a Diana "Sei la mia sola amica, Diana". Questa sarà l'ultima volta che si vedrà l'amica di Diana, Donna Milton.

#### Orizzonti espansi
Circe fece un patto faustiano con il signore dei demone Neron in cambio dell'incremento dei suoi poteri magici. Fu poi membro della Injustice Gang formata da Lex Luthor, insieme al Joker, Dottor Light e Ocean Master. Durante uno scontro con la JLA si preoccupò subito di Plastic Man: i suoi poteri mutaforma lo aiutarono a ritornare istantaneamente alla sua forma umana da quella animale in cui era stato tramutato. Successivamente propose sia un affare che una relazione romantica a Luthor, che lui subito declinò.

#### La Strega e il Guerriero
Poco prima che Imperiez assalisse la Terra, Circe colpì Diana attraverso i suoi amici. Si alleò con Sebastian Ballesteros, che usurpò il potere di Cheetah dalle mani di Barbara Ann Minerva e divenne suo amante e trasformò l'amica di Diana, Vanessa Kapatelis nel nuovo Silver Swan. Si rivelò dopo che Vanessa attaccò Wonder Girl attirando Diana in battaglia. Dopo che Ippolita morì salvando Diana dalla sonda di Imperiex, Circe lanciò un attacco a New York City: il suo piano prevedeva la trasformazione in animali di tutti i supereroi maschi fatta eccezione per Martian Manhunter, Beast Boy e Plastic Man, per cui prese misure speciali per tenerlo imprigionato a causa delle sue abilità trasformanti. Trasformò anche i suoi vecchi compagni della Injustice Gang, compiacendosi in particolare nella tortura verso Luthor. In quanto le uniche persone non affette dall'incantesimo erano donne, molte supereroine entrarono in città nel tentativo di salvare i loro amici e fermare i piani della maga. Tuttavia, Circe aveva un piano per questa eventualità e convinse tutti i membri femminili di tutte le comunità di super criminali a unire le forze per fermare le eroine con ogni mezzo necessario. A guidare una squadra contro Circe fu Wonder Woman, cosa che Circe si aspettava, inviando contro di lei un Superman metà Doomsday. Sperava così di demoralizzare il mondo facendo sì che Superman e Wonder Woman si uccidessero a vicenda, mentre lei trasmetteva il combattimento in simulcast. Infine il piano di Circe fu un insuccesso in quanto la maggior parte delle eroine riuscì a ritrasformare i propri compagni grazie all'erba Moly, che aveva la tendenza a erodere i suoi incantesimi. Dopo un lungo combattimento, Diana spezzò l'incantesimo di Circe su Superman grazie al suo Lazo, mentre Luthor e il Joker riuscirono a liberarsi da soli e minacciarono la figlia di Circe: lei potenziò velocemente i suoi alleati e fuggì con loro. Circe continuò ad assillare Diana e Donna Troy nei loro sogni comparendo nelle vesti di una morente Ippolita, così Diana la raggiunse al Partenone, dove combatterono l'una contro l'altra di nuovo in simulcast. Circe fece un incantesimo a sé stessa così da essere l'equivalente fisico di Diana, ma fu sconfitta. Durante il combattimento affermò che il suo odio per Diana era alimentato dall'ipocrisia e dall'ingenuità della credenza di Diana in un mondo migliore. Cercò quindi di incitare Diana a ucciderla, ma lei la risparmiò.
Fu poi salvata da una quasi probabile morte per mano delle due sorelle Gorgoni, Steno e Euriale, una volta che l'isola di Themyscira si rovesciò nel mare. Come risarcimento, Circe resuscitò la loro sorella decapitata Medusa che divenne poi una nemica di Wonder Woman.
Poco dopo la sconfitta di Medusa, la figlia di Circe, Lyta, fu rapita da suo padre, Ares, mentre si trovava sotto la protezioni delle Amazzoni su Themyscira. Confrontandosi con Ares, scoprì presto che il tempo degli dei era a un incrocio e si unì ad Ares come sua consorte e nuova regnante del Tartaro. Così, Lyta poté prendersi cura di entrambi i genitori finalmente riuniti.

#### "Un Anno Dopo"
Nella storia "Un Anno Dopo", si scoprì che Circe si celava dietro il nuovo aggiornamento della galleria di nemici di Wonder Woman, incrementando i loro poteri "oltre la loro immaginazione più sfrenata". Circe rubò i poteri di Diana, spiegando che lo fece così da vendicare tutte le donne che credeva non fossero in procinto di essere salvate da Diana. Dopo aver completato l'incantesimo, Circe si ritrovò in un costume simile a quello di Wonder Woman e procedette a massacrare commercianti di schiavi in varie città. Questa storia riprende grandemente una ricorrenza scritta da Phil Jimenez in cui Circe magicamente ottenne la forza della "Donna più forte del mondo". Durante la sua battaglia con Diana cercò di alterare il suo costume diverse volte. Diana riottenne infine i suoi poteri e scoprì che Circe ed Ercole erano gli unici due dèi greci ad aver disobbedito all'ordine di Atena di abbandonare il reame terrestre. Si può quindi presumere che lasciò sua figlia Lyta alle cure di suo padre, Ares.
Circe fu anche la responsabile del ritorno dei poteri mutaforma di Everyman così da rimpiazzare Sarge Steel come direttore del Dipartimento degli Affari Metaumani e investigare sugli eventi che portarono alle vicende narrate in Amazons Attack!. Fu durante questa storia che Circe resuscitò la defunta madre di Wonder Woman e la convinse a reclamare il suo trono al fine di attaccare Washington. Quando Ippolita scoprì che una parte del suo piano era quello della distruzione di Themyscira, lanciò una lancia attraverso il suo petto ferendola seriamente: si presunse che rimase uccisa, ma ricomparve verso la fine di Amazons Attack! n. 4 viva e vegeta. Spiegò che mise in atto gli eventi descritti in Amazons Attack! per punire gli dei dell'Olimpo per aver permesso ad Ares di rubare sua figlia Lyta da lei. Circe fu quindi bandita nell'Ade da Nonnina Bontà sotto le spoglie della dea Atena.

## Abilità
Circe è una maga di livello divino dall'incalcolabile potere e di conseguenza è immortale. È in grado di tramutare la realtà e la materia solida attraverso incantesimi e magia. Tra le altre cose, può alterare le menti, lanciare colpi magici di energia altamente distruttivi, creare illusioni, resuscitare i morti (come fece per Medusa), teletrasportarsi, e trasfigurare oggetti ed esseri. Il suo marchio è quello di trasformare gli uomini in animali, come quando trasformò gli uomini di Ulisse in maiali. Può anche utilizzare le sue magie trasfiguranti su sé stessa, incrementando la propria forza, resistenza velocità e resistenza alle ferite, rendendola una controparte equivalente a Wonder Woman.
Circe possiede anche uno specchio magico, a cui ci si riferisce spesso come allo Specchio di Circe, che permette a chiunque lo tenga di trasformarsi in qualcun altro. Dagli Dei dell'Olimpo è considerato un oggetto proibito, ma è stato rubato diverse volte e utilizzato da Ercole. Circe è anche in grado di convocare, attirare e sedurre magicamente gli uomini con la sua bella, seducente e ipnotica voce, con le melodie vocali, ninnananne, o canzoni simili a quelle delle sirene.

## Altre versioni

### Flashpoint
Nella linea temporale alternativa di Flashpoint, Circe fu imprigionata dalla sorella di Ippolita, Penthesileia in Antartide per aver scoperto la verità della guerra tra le Amazzoni dell'Europa dell'Ovest e gli Atlantidei. Traci Thirteen, dopo aver preso La Papessa, si teletrasportò lì e la liberò.

### Batman: The Brave and the Bold
Circe comparve nel n. 7 del fumetto The Brave and the Bold. La si vede all'inizio, sconfitta da Batman e Olympian.

### Scribblenauts Unmasked
Circe compare nella serie a fumetti basati sul videogioco Scribblenauts Unmasked. Sconfigge Superman e lo trasforma brevemente in un maialino, ma lui riesce a sconfiggerla mentre Wonder Woman si batte contro Black Adam.

### Sensation Comics Featuring Wonder Woman
Circe comparve in numerose storie della serie antologica Sensation Comics Featuring Wonder Woman. In "Defender of Truth", Circe si batte con Wonder Woman e tramuta tutti i civili e i poliziotti intorno a loro in centauri. Wonder Woman riesce a sconfiggere la magia di Circe e utilizza il suo lazo magico per avvolgerla. In "Taketh Away", Wonder Woman e l'ospite di un talk show guardano un video di Wonder Woman che batte Circe a Washington D.C.. In "The Problems With Cats", una ragazzina gioca con le sue bambole, fingendo che una di loro sia Circe.

## Altri media

### Televisione
- Un personaggio molto simile a Circe compare in "Superman and Wonder Woman Vs. The Sorceress of Time", un episodio della serie animata Superman del 1988. La Strega del Tempo fu chiamata Cyrene, e mentre ci fu un personaggio mitologico omonimo, era molto più somigliante alla moderna incarnazione di Circe che comparve più avanti quello stesso anno. Dopo che Superman distrusse una cometa diretta verso la Terra, una parte di quella cometa volò verso l'Isola Paradiso e distrusse la prigione in cui era rinchiusa "Cyrene". La maga utilizzò subito i suoi poteri per trasformare le Amazzoni (la cui regina, Ippolita, fu resa simile alla sua incarnazione moderna) in mostri e richiamò mitiche bestie del passato (come i grifoni, minotauri e i ciclopi). Il suo piano era quello di usare il Globo dell'Oscurità per distruggere tutta la tecnologia e fare rivivere l'era della magia. Wonder Woman quindi chiese subito l'aiuto di Superman perché la aiutasse e insieme sconfissero la maga.
- Circe comparve nell'episodio "Piccolo Maialino", della serie animata Justice League Unlimited, doppiata in originale dall'attrice di Broadway Rachel York, che canta anche la hit del 1935 Lulu's back In Town (musiche di Harry Warren e testi di Al Dubin). Dopo essere stata liberata dal suo imprigionamento nell'Ade, A Circe viene impedito di attaccare la sua vecchia nemica Ippolita e decide quindi di vendicarsi di lei attraverso sua figlia, Wonder Woman. Nell'episodio, mostra liberamente il suo potere di tramutare oggetti ed esseri umani in animali, trasformando persino Wonder Woman in un maialino, e tramutando i batarang di Batman in colombe. Riporta Diana alla normalità dopo che Batman la rintraccia grazie all'aiuto di Zatanna, accettando un patto in cui Batman "sacrifica" la sua dignità cantando in un club. Circe compare poi nell'episodio "Il richiamo dell'aldilà", quando Wonder Woman, Batman e Deadman cercano di trovare la maga che aiutò Lex Luthor e altri criminali a fuggire (ma questa volta si tratta di un'altra maga, Tala).
- Compare come antagonista secondaria nella primo prodotto del DC Universe (DCU) Creature Commandos.

### Film
- Circe è menzionata da Wonder Woman nel film Justice League Dark del 2017.

### Videogiochi
- Circe è un boss al terzo livello di Justice League Heroes: The Flash. Al terzo livello, Martian Manhunter chiede a Flash di aiutare Themyscira, la casa di Wonder Woman, dove la maga Circe ha tramutato le guardie in animali e ora governa l'isola; Flash si fa aiutare nella missione da Freccia Verde. Circe svela che dietro il piano c'è Brainiac, ma non rivela niente di più.
- Circe compare nel videogioco DC Universe Online, doppiata da Michelle Forbes. Nel gioco, Circe è la criminale mentore della magia e si trova a Metropolis, come rivelato sul sito ufficiale del gioco. I giocatori della fazione dell'eroe che scelgono Wonder Woman come mentore dovranno affrontarla alla fine della campagna principale. Circe ha un forte protagonismo nei pacchetti DLC "Sons of Trigon" e "Amazon Fury pt. 1". È anche disponibile come personaggio nel modo simulazione PVP "Legends", dove i giocatori possono utilizzare personaggi tipici per combattere l'un l'altro.
- In Scribblenauts Unmasked: A DC Comics Adventure, Circe è una delle migliaia di personaggi che possono essere utilizzati dal giocatore.